# Riba zvana Wanda
Riba zvana Wanda (engl. A Fish Called Wanda) je britansko-američka komedija iz 1988. godine, redatelja Charlsa Crichtona. Scenarij su napisali John Cleese i Charles Crichton.

## Radnja
Poslije savršene pljačke banke, dvoje pljačkaša izdaju trećeg pljačkaša praveći jednu malu pogrešku; poslali su ga u zatvor, a samo on zna gdje je sakriven opljačkani novac. Pokušavaju saznati gdje je novac uz pomoć odvjetnika od optuženog. Međutim, on se zaljubljuje u pljačkašicu i pokušava se sam dočepati jednog djela opljačkanog novca.

## Glumci
- John Cleese - Archie Leach
- Jamie Lee Curtis - Wanda Gershwitz
- Kevin Kline - Otto West
- Michael Palin - Ken Pile
- Maria Aitken - Wendy
- Tom Georgeson - Georges Thomason
- Patricia Hayes - Mrs. Coady
- Geoffrey Palmer - sudac
- Stephen Fry - Hatchison

## O filmu
- Kevin Kline je nagrađen Oscarom za ulogu Otta.
- Uloga Johna Cleesa u filmu je dobila ime po Caryu Grantu, čije rodno ime je Archibald Leech.
- Ista glumačka ekipa je kasnije napravila i film  Fierce Creatures, koji međutim nije doživio neki veći uspjeh.
- Danac Ole Bentzen koji je gledao film 1989., preminuo je od smijeha jer mu je bilo otkucavao između 250 i 500 otkucaja po minut prije smrti.[1]

## Vanjske poveznice
- Riba zvana Wanda u internetskoj bazi filmova IMDb-a (engl.)